# Тасти (Амангельдинський район)
Тасти́ (каз. Тасты) — село у складі Амангельдинського району Костанайської області Казахстану. Адміністративний центр Тастинського сільського округу.
Населення — 343 особи (2021; 508 у 2009, 756 у 1999, 1395 у 1989).